# Dinara Saduakassova

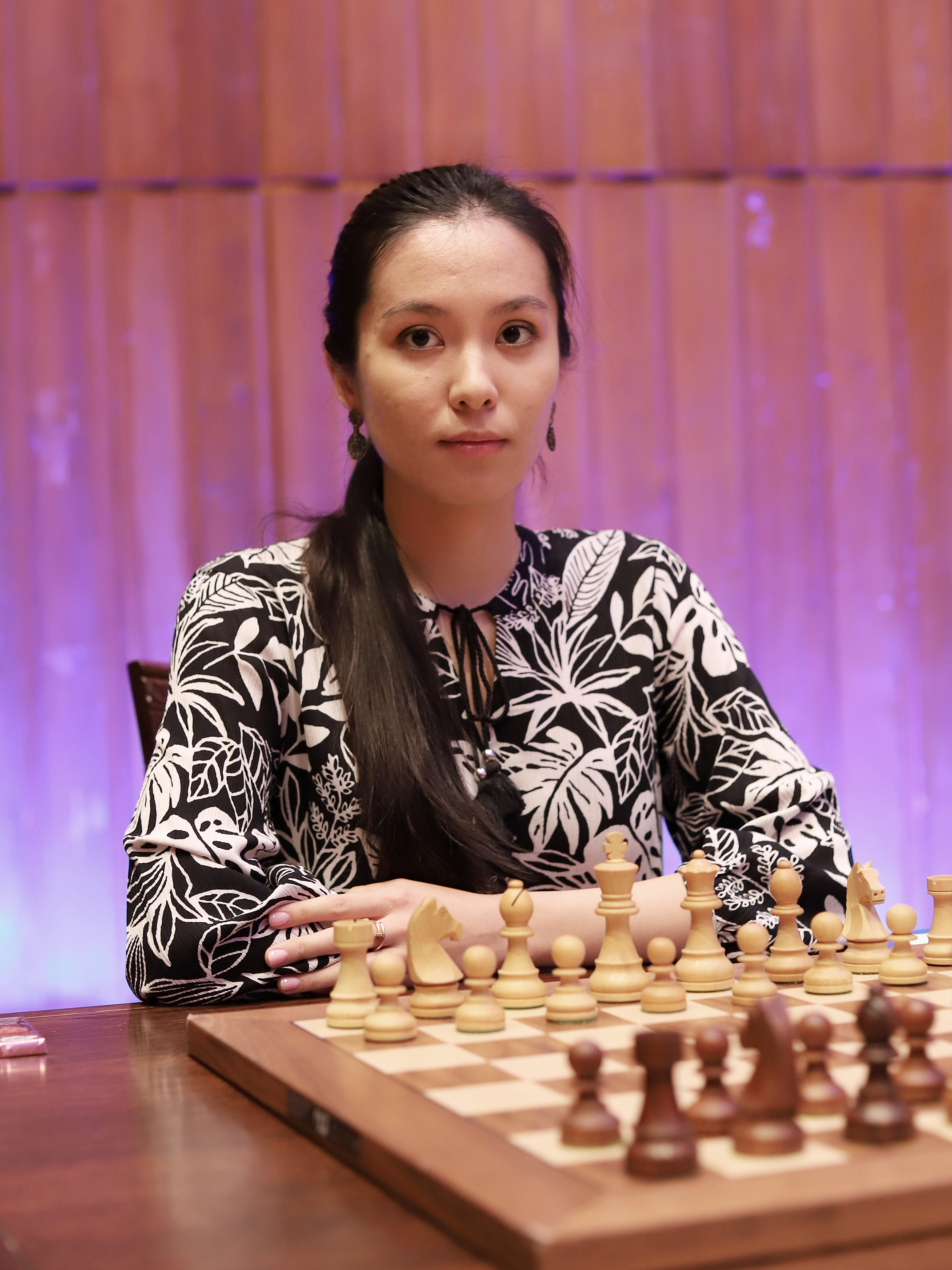
Saduakassova in 2022

Dinara Saduakassova (Astana, Kazachstan, 31 oktober 1996) is een Kazachse schaakster. Ze behaalde in 2017 de FIDE-titel Internationaal Meester (IM), sinds 2012 is ze grootmeester bij de vrouwen (WGM).

## Schaakcarrière
Twee keer won ze het Wereldkampioenschap schaken voor jeugd, in 2010 in de categorie meisjes tot 14 jaar, in 2018 in de categorie meisjes tot 18 jaar.
In 2011 speelde ze in de Schaakolympiade voor jeugd tot 16 jaar. Bij haar deelname aan de Schaakolympiade van 2012 in Istanboel, was ze als 15-jarige de jongste deelnemer. Haar performance aldaar leverde haar de WGM-titel op. Eveneens in 2012 werd ze gedeeld eerste op het Moskou Open.
Vier keer nam ze met het nationale Kazachse vrouwenteam deel aan een Schaakolympiade: in 2008, 2010, 2012 en 2014. Bij de Schaakolympiade in 2014 bereikte het team de zesde plaats. Twee keer nam ze deel aan het Wereldkampioenschap schaken voor landenteams: in 2013 en in 2015. Drie keer speelde ze in de Cup voor Aziatische vrouwenteams: 2012, 2014 en 2016, waarbij het team in 2016 in Abu Dhabi de bronzen medaille won. In 2015 speelde Saduakassova voor het Macedonische team "Gambit Asseco SEE" in de European Club Cup voor vrouwen; het team won in Skopje de zilveren medaille.
In augustus 2016 won Saduakassova het Wereldkampioenschap schaken voor junior-meisjes in Bhubaneswar, India. Ze nam in 2017 deel aan het Wereldkampioenschap schaken voor vrouwen, waarbij ze in ronde 2 werd uitgeschakeld door Harika Dronavalli. In 2017 werd ze ook Internationaal Meester (IM).
In oktober 2019 nam ze deel aan het FIDE Grand Swiss toernooi en behaalde daar haar eerste grootmeester-norm met als performance-rating 2650.
In januari 2020 was haar Elo-rating 2519.

## Unicef
Op 17 november 2017 werd Dinara Saduakassova National Ambassadeur voor het United Nations Children's Fund in Kazachstan.

## Externe koppelingen
- (en)   Informatie over schaakpartijen van Dinara Saduakassova op ChessGames.com
- (en)   Informatie over schaakpartijen van Dinara Saduakassova op 365chess.com
- (en)  FIDE-ratinggegevens voor Dinara Saduakassova